# Mike Verdrengh
 Maurice (Mike) Verdrengh (Leuven, 27 januari 1946) is een Vlaams tv-manager, acteur en gewezen presentator en diskjockey.

## Loopbaan
Verdrengh begon als diskjockey op de Vlaamse radio eind jaren 60. Samen met Zaki toerde hij tien jaar lang met een drive-inshow: de Mike en Zaki-show. Hij acteerde ook in het jeugdfeuilleton Keromar.
Hij presenteerde verschillende tv-programma's, zoals Spel zonder grenzen, de quiz Dubbel Dobbel en het Eurovisiesongfestival. Zelf was hij gastheer voor Binnen en Buiten (1973) en Hotel Américain (1983) en zijn praatprogramma's Met Mike in zee (1984) en Mike (1986). 
Einde 1988 verliet hij de BRT en werd hij programmadirecteur van de pas opgerichte VTM, samen met de in 2006 overleden Guido Depraetere. Het duo "Mike en Guido" zou lang een begrip blijven in de Vlaamse tv-wereld.
In 2000 acteerde hij nog eens in de langspeelfilm Lijmen/Het been van Robbe De Hert.
In 2008 maakte hij zijn comeback toen hij een gastrol in Aspe speelde én een van de vaste presentatoren van De Grote Volksquiz werd.
Na meer dan een jaar van het scherm te zijn verdwenen, kreeg Verdrengh de hoofdrol in de VTM-reeks De Rodenburgs. Daarin speelde hij de Pater Familias Karel Rodenburg. Er verschenen in totaal twee seizoenen. In het najaar van 2010 was hij ook te zien in Zot van A., de romantische komedie van Jan Verheyen. In 2012 speelde hij bankdirecteur Jonkhere in de televisieserie Salamander.
Verdrengh nam ook enkele singles op. "Hallo, madame de baronesse" uit 1969, dat eigenlijk een B-kantje was, is misschien wel het bekendst.

## Filmografie
- Spitsbroers (2015)
- Kampioen zijn blijft plezant (2013) - als Albert Tartuffe
- Salamander (2012-2013)
- Aspe (2012)
- Witse (2012)
- Zot van A. (2010)
- De Rodenburgs (2009-2011)
- Aspe (2008)
- Lijmen/Het been (2000)
- Shades (1999)
- Keromar (1971)

- International Standard Name Identifier: 0000 0004 6134 2813
- Library of Congress Control Number: no2016097294
- MusicBrainz: 9ebc0af6-85e4-4d18-ba83-16fe439cfaa7
- Virtual International Authority File: 8147121663526390365
- WorldCat: E39PBJkxMKH9bhgkFRDxgPj3cP